# Pleuraphodius gnomus
Pleuraphodius gnomus är en skalbaggsart som beskrevs av Kozhantschikov 1916. Pleuraphodius gnomus ingår i släktet Pleuraphodius och familjen Aphodiidae. Inga underarter finns listade i Catalogue of Life.